# Иоанн (Поярков)
Иоанн (в миру Виктор Алексеевич Поярков; 10 ноября 1883, Кунгур, Пермская губерния — 17 января 1933, Уфа) — архиерей Русской православной церкви, архиепископ Уфимский и Давлекановский.

## Биография
Родился в семье учителя. Окончил Уральское казачье войсковое реальное училище (1902) и Казанскую духовную академию  со званием действительного студента (1907).
В 1907 году рукоположён в сан иерея и назначен настоятелем Крестовоздвиженского храма в селе Галиевка Житомирского уезда Волынской губернии.
В 1911 году удостоен степени кандидата богословия и назначен в Овручский собор Васильевского женского монастыря.
С 1912 года настоятель казанского единоверческого храма Четырёх евангелистов, благочинный единоверческих церквей Казани, протоиерей.
С 1914 года инспектор классов и преподаватель в Уфимском епархиальном женском училище, настоятель храма святителя Тихона Задонского.
В 1916 году член Уфимского епархиального училищного совета, один из основателей Восточно-Русского культурно-просветительного общества.
В 1917 году делегат Всероссийского съезда духовенства и мирян. Член Поместного собора Православной российской церкви по избранию как клирик от Уфимской епархии, участвовал в 1–2-й сессиях, член V, VII, VIII, X, XIII, XX отделов, председатель подотдела о церковном искусстве.
С 1919 года настоятель храма святителя Николая Чудотворца в Уфе.
В 1922 году вместе с женой пострижен в монашество. 12 декабря 1922 года в Уфе хиротонисан во епископа Давлекановского, викария Уфимской епархии. Хиротонию совершили викарные епископы Стерлитамакский Марк (Боголюбов) и Бирский Трофим (Якобчук).
13 августа 1923 года  назначен временно управляющим Уфимской епархией. Управлял епархией до возвращения в неё епископа Бориса (Шипулина). Боролся с обновленчеством, на месяц был заключён в тюрьму, на допросах «выявил своё отрицательное отношение к черносотенным церковным группировкам».
В письме патриарху Тихону писал о том, что будто бы управления церковного нет; в Башкирии обстановка такая, «что мы и номинально, если хотим существовать, должны прекратить всякую связь с Вами, Отец и Первосвятитель». Предлагал принять решение об «обособлении Церкви Восточной… ради самого бытия ее и охранения православия и канонов» и разрешить местным православным епископам ставить епископов в другие епархии и учреждения епископии. Просил благословения «… на временное автономное управление Церкви Уфимской и иных церквей епархий с ней на почве верности православию и св. канонам объединяющихся».
4 февраля 1924 года был назначен временно управляющим Екатеринбургской епархией. Синод рекомендовал «не доверяться всяческим ложным слухам, а пользоваться всяким случаем для сношений по делам Церкви со Святейшим Патриархом и Священным при нем Синодом, как органом управления Российской Православной Церковью».
18 марта 1924 года в докладе патриарху Тихону сообщал, что не смог выехать из епархии ввиду «подписки, данной им ГПУ. Правит один; избрать Епархиальный Совет нет возможности».
Указом от 14 марта 1924 года вновь назначен временно управляющим Уфимской епархией.
В 1924 году поддержал решение местного духовенства отмежеваться от Патриарха Тихона, публично заявил, что с «реакционным политическим тихоновским течением порывает всякую связь», противодействовал епископу Андрею (Ухтомскому). В 1928 году поддержал т. н. «Декларацию» и был утверждён епископом Уфимским и Давлекановским.
В 1930 году участвовал в зимней сессии Временного Священного синода.
2 апреля 1931 года возведён в сан архиепископа.
Перед смертью принял схиму. Был похоронен на Сергиевском кладбище Уфы, в 2003 году останки перезахоронены у алтаря уфимского кафедрального собора Рождества Пресвятой Богородицы.

## Сочинения
- Благодать и свобода в деле спасения человека (по творениям Преосвященного Феофана затворника) — кандидатское сочинение.
- Церковь, община и приход // Заволжский летописец. Уфа, 1917. № 5–8, 16.
- Чего желать? // Заволжский летописец. 1917. № 7.
- Заявление // Власть труда. 1924. 29 февраля. № 50; Циркуляр православным правлениям и общинам // Акты Святейшего Тихона, Патриарха Московского и всея России, позднейшие документы и переписка о каноническом преемстве высшей церковной власти, 1917–1943. Сб. в двух частях / Сост. М. Е. Губонин. М., 1994. С. 513–514.
- Послание благочинному, пастырям и общинам 5 округа Уфимской епархии о церковных делах от 9 апреля 1924 г. № 424.
- Письмо благочинническим и приходским советам Уфимской епархии от 8 апреля 1924 г., № 415.
- Послание Уфимской пастве от 5 октября 1925 год.
- Ответ православно-старообрядческому епископу Андрею, коего письмо от 9 мая 1926 год.